# (500350) 2012 TG10
(500350) 2012 TG10 es un asteroide perteneciente al cinturón de asteroides, descubierto el 14 de octubre de 2001 por el equipo del Lincoln Near-Earth Asteroid Research desde el Laboratorio Lincoln, Socorro, Nuevo México, Estados Unidos.

## Designación y nombre
Designado provisionalmente como 2012 TG10.

## Características orbitales
2012 TG10 está situado a una distancia media del Sol de 3,115 ua, pudiendo alejarse hasta 4,061 ua y acercarse hasta 2,169 ua. Su excentricidad es 0,303 y la inclinación orbital 4,219 grados. Emplea 2008,99 días en completar una órbita alrededor del Sol.
Los próximos acercamientos a la órbita de Júpiter se producirán el 30 de agosto de 2065, el 10 de noviembre de 2075 y el 8 de abril de 2148, entre otros.

## Características físicas
La magnitud absoluta de 2012 TG10 es 17.